# Obelisk van Oegstgeest
De obelisk van Oegstgeest is een 18e-eeuwse monument in de Nederlandse plaats Oegstgeest.

## Achtergrond
In het noorden van Oegstgeest lag het landgoed Abspoel, oorspronkelijk eigendom van de abdij van Egmond. Op tekeningen van onder anderen Roelant Roghman is te zien dat het bijbehorend huis een coulissekasteel was, een omgracht huis met het uiterlijk van een kasteel. Eind 16e eeuw werden de bezittingen van de abdij door de Staten van Holland geconfisqueerd en werd het landgoed verkocht aan Foy van Brouchoven, baljuw, dijkgraaf en rentmeester van Rijnland. Sindsdien was het particulier bezit.
Het geheel werd in 1643 gekocht door de Leidse burgemeester Willem Paedts en in 1685 geërfd door diens gelijknamige kleinzoon, die ook burgemeester was. Willem Paedts jr. (1665-1740) liet het huis verbeteren en vergroten en was waarschijnlijk ook verantwoordelijk voor een nieuwe tuinaanleg en de aanschaf van de obelisk. In de tuin waren een aantal kaarsrechte lanen, waarvan één was gericht op het Groene Kerkje en een ander uitkwam op de obelisk. De driezijdige obelisk uit 1723 toont taferelen uit het leven van de profeet Mozes. De signatuur "VPBIFA° 1723" op het -inmiddels verdwenen- basement, is vermoedelijk van beeldhouwer Jan Pieter van Baurscheidt.
In 1863 werd de bebouwing van Abspoel afgebroken en het landgoed omgevormd tot landbouwgrond. Daniël Theodoor Gevers (1793-1877), oud-minister van Buitenlandse Zaken en eigenaar van kasteel Endegeest, kocht de obelisk en zette hem in de tuin van zijn kasteel.

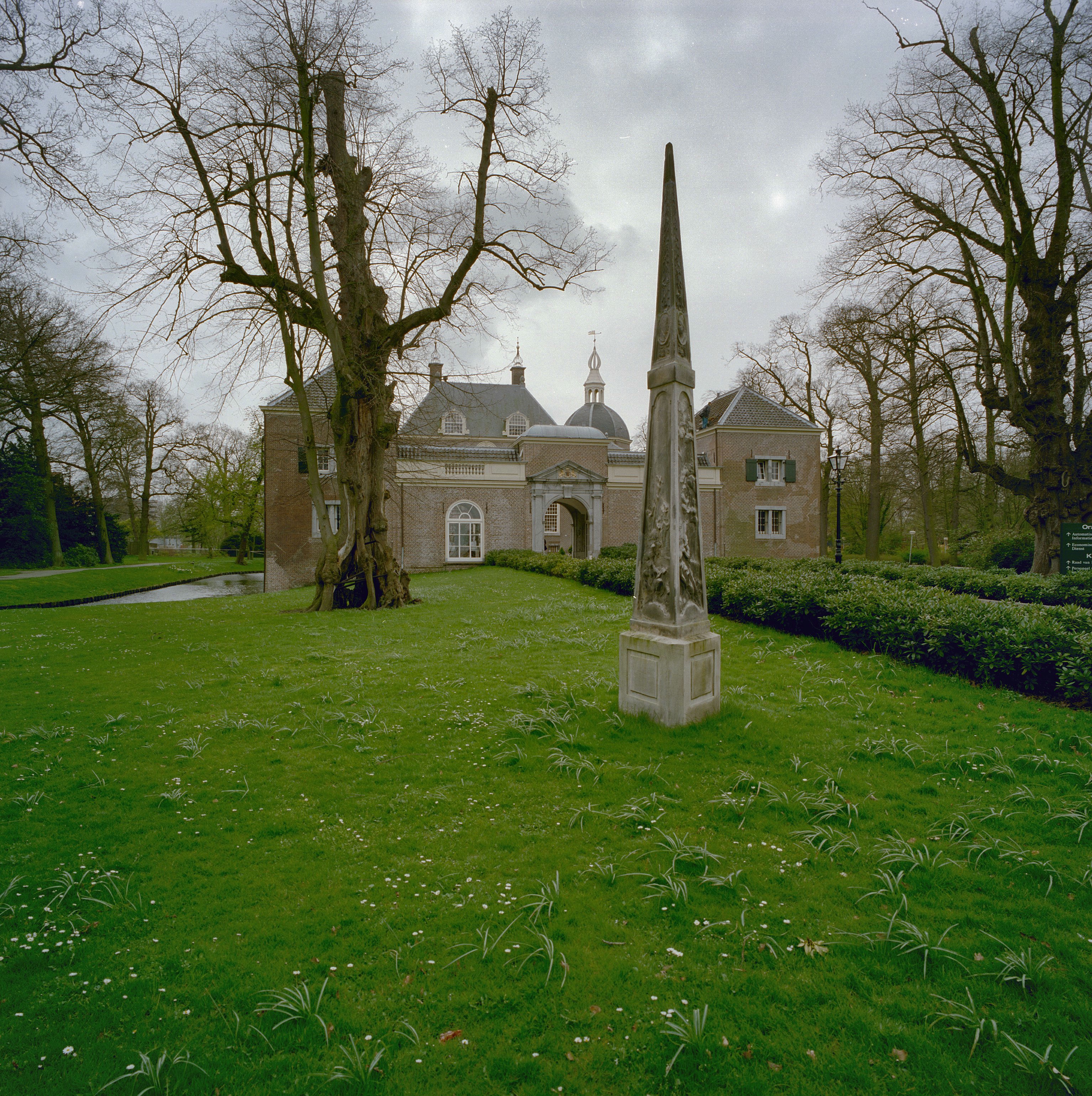
De obelisk in 1999

## Beschrijving
De stenen obelisk heeft als grondvorm een gelijkzijdige driehoek. Boven een eenvoudig voetstuk is op de drie zijden in een cartouche een gebeeldhouwd reliëf te zien met een tafereel uit het leven van Mozes: Mozes die op de steenrots slaat, de dans om het gouden kalf en de oprichting van de koperen slang in de woestijn. In het spits toelopende bovendeel is op elke zijde een afhangende festoen te zien met onderaan een portretmedaillon, vermoedelijk van kerkhervormers.

## Waardering
De obelisk werd in 2000 als rijksmonument in het Monumentenregister opgenomen. "De obelisk is van algemeen cultuur- en architectuurhistorisch als representatief en redelijk gaaf voorbeeld van een dergelijk object, deel uitmakend van de vroeg-19de-eeuws landschappelijke aanleg."